# دورجین
دورجین روستایی است که در استان اردبیل، شهرستان نمین، بخش ویلکیج، دهستان ویلکیج مرکزی قرار دارد.
در سالهای اخیر مهاجرت بیشتری رو شاهد هستیم.
علت مهاجرت منبع شرب اب است فرسوده شده و موقع خراب شدن پنمب اب منبع مردم روستا هزینه ان را از جیب خود می دهند. وهیچ نهادی دولتی کمکی نمی کند 
لوله های اب پوسیده و مردم روستا توان باز سازی منبع شرب و لوله اب را ندارند (شاهین فتحی دورجون) 
```
عارف وطندوست ( 
دهیار
 دورجون)
```

## جمعیت
بر اساس سرشماری سال ۱۳۸۵ جمعیت این روستا ۱۳۲ نفر با ۲۰ خانوار بوده‌ است.